# Advance Wars 2: Black Hole Rising
Advance Wars 2: Black Hole Rising è un videogioco basato sul genere strategico a turni, sviluppato per Game Boy Advance dalla Intelligent Systems e pubblicato dalla Nintendo nel 2003. Advance Wars 2: Black Hole Rising fa parte di una trilogia di cui è il secondo capitolo, e della quale comprendono il predecessore Advance Wars e il seguito Advance Wars: Dual Strike (quest'ultimo per Nintendo DS).

## Storia
Dopo la dura sconfitta subita nella precedente guerra, Sturm decide di riprovare la conquista del pianeta, partendo questa volta dal continente di Macrolandia. Ad ognuno dei suoi ufficiali, infatti, ha lasciato il compito di invadere una delle quattro grandi terre con l'aiuto delle fabbriche nere, capaci di costruire un immenso esercito utilizzando pochissime risorse. Da canto suo, Sturm non rimane solo a guardare l'operato dei suoi uomini, ma sta progettando un'arma capace di mettere in ginocchio i suoi vecchi nemici... 

Le quattro grandi nazioni (Orange Star, Blue Moon, Yellow Comet e Green Earth), dunque, dovranno dapprima sconfiggere i comandanti dell'esercito Black Hole, distruggendo le fabbriche nere, ed infine dovranno vedersela ancora una volta con il loro generale.

## Modalità di gioco
I meccanismi di gioco non si allontanano più di tanto dal precedente capitolo, riservandosi, per di più, ad aggiungere qualche novità sia nell'ambito delle modalità sia su quello delle partite vere e proprie.

### Modalità Campagna
Rappresenta ancora una volta la modalità principale, ed è anche quella che ha subito più cambiamenti rispetto al passato: essa si presenta ancora una volta come una grossa mappa, divisa nelle quattro terre principali, divise a loro volta in regioni (ognuna con una propria missione), tuttavia, in questo capitolo, la scelta con cui affrontare i livelli è molto più libera: partendo da Orange Star, il giocatore può scegliere un'unica missione (perlopiù introduttiva alle meccaniche di gioco) che, una volta completata, garantirà una scelta ben più ampia di livelli.
Divisi in maniera schematica, ogni territorio propone due missioni per ognuno dei tre UC (ufficiali comandanti) della zona, più una missione segreta (che si sblocca con determinate condizioni), più una missione, dove la scelta dell'UC è libera, e in cui bisogna distruggere la fabbrica nera. Quest'ultima decreta la fine delle missioni in quel territorio ed il passaggio al prossimo stato (rispettivamente Blue Moon, Yellow Comet e Green Earth). Per sbloccare questa missione, inoltre, non è necessario finire tutte le altre, ma solo un certo quantitativo.
Dopo aver liberato tutti i territori, infine, si sbloccheranno le ultime due missioni da affrontare in sequenza in un'isola neutra, dove il nemico sarà lo stesso Sturm.

## Nuove caratteristiche

### Nuovi UC
In questo capitolo fanno la loro comparsa quattro nuovi UC di Black Hole e tre nuovi UC di Blue Moon, Green Earth e Yellow Comet.
Hawke è il comandante in seconda dell'esercito di Black Hole che come Sturm ha una maggiore potenza di fuoco per tutte le unità. i suoi poteri tolgono uno o due punti vita ai nemici e ne aggiungono uno o due alle proprie unità.

### Nuove unità
In questo capitolo è stato aggiunto il Neotank, l'unità da terra più forte del gioco, riservandosi anche un ruolo nella storia principale: per giustificarne l'aggiunta, infatti, all'inizio del Campagna rappresenta una nuova arma dell'esercito Black Hole, che potrà essere utilizzata anche dagli alleati solo dopo aver completato una delle missioni segrete.

### Nuovi terreni
In questo caso sono stati aggiunti due nuovi terreni: il primo è la base silo, un edificio da cui si può lanciare un unico missile, ma solo se un'unità di fanteria o meccanizzata viene posta sopra di esso; questo missile, poi, può essere indirizzato in qualsiasi punto della mappa, infliggendo 3 PV a tutte le unità (alleate o nemiche) che si trovano ad un raggio di 3 quadri dal punto d'impatto. Le unità colpite, tuttavia, non possono essere distrutte dal quest'arma.
Il secondo terreno, invece, è il tubo: posto sulla mappa, esso è invalicabile per qualsiasi tipo di unità (anche aeree); l'unico modo per oltrepassarlo, infatti, è quello di distruggere la giuntura che collega due tubi, così da aprire un varco in mezzo, sempre a patto che ci sia effettivamente una giuntura.

### Armi Black Hole
Molte di esse possono essere considerate un misto tra unità e terreni, presenti quasi esclusivamente nella modalità Campagna. Il cannone nero e il mini cannone, infatti, non possono muoversi, e colpiscono tutte le unità avversarie che rientrono nel loro raggio di fuoco conico, infliggendo 5 PV il cannone nero e 3 PV il mini cannone. Funzionano allo stesso modo i laser neri, con l'unica differenza che hanno un raggio d'azione diretto in un'unica direzione e per il fatto che infliggono 5 PV: a differenza dei cannoni, essi colpiscono a sud, est, ovest e nord senza distinzioni trapassando alleati e avversari (ad eccezione del Necrolaser che spara in linea retta in un rettangolo largo 3 spazi, infligge 8 PV di danno e non colpisce le unità alleate, in più spara ogni 7 giorni). Le fabbriche nere, invece, occupano una più ampia parte di terreno e permettono all'esercito Black Hole di creare tre nuove unità a turno, di qualsiasi tipo e senza alcun costo: l'unico modo per fermarle, che è poi anche l'obbiettivo di quel tipo di missioni, è distruggere la giuntura del tubo che esce fuori dalla fabbrica.